# Manuel Alférez Samper
Manuel Alférez Samper (Baza, Granada, c. 1899-Almería, 18 de junio de 1939) fue un político y sindicalista español.

## Biografía
Nacido en Baza en 1899, fue camarero de profesión. Miembro del Partido Socialista Obrero Español (PSOE) y de la Unión General de Trabajadores (UGT), estuvo afiliado al Sindicato de la Industria Hotelera, Cafetera y Anexos de la UGT. Posteriormente se afiliaría en Partido Comunista de España, convirtiéndose en uno de los miembros más destacadas del PCE almeriense.
Tras las elecciones de febrero de 1936 fue designado concejal del Ayuntamiento de Almería. Con el estallido de la Guerra civil pasó a formar parte del Comité Central Antifascista, y posteriormente del Consejo provincial, ocupando la consejería de asistencia social. En el verano de 1937 fue designado alcalde por la corporación municipal, tras la destitución de Antonio Ortiz Estrella.
Capturado por los franquistas, fue juzgado, condenado a muerte y ejecutado el 18 de junio de 1939.

## Familia
Estuvo casado con Carmen Alcaraz Salvador.